# ستيفان ويسلز (كرة سلة)
ستيفان ويسلز (بالهولندية: Stefan Wessels) مواليد 13 أبريل 1984 في هارلم، هو لاعب كرة سلة هولندي. بدأ مسيرته الاحترافية في سنة 2004. يلعب مع نادي دين بوش لكرة السلة في الدوري الهولندي لكرة السلة. يحمل الرقم 7. يبلغ طوله 6 قدم 8 بوصة (2.0 م). لعب مع نادي أمستردام لكرة السلة ونادي دين بوش لكرة السلة.

## الإنجازات
- الدوري الهولندي لكرة السلة (5): 2004–05، 2007–08، 2008–09، 2011–12، 2014–15
- كأس السوبر الهولندية لكرة السلة: 2013

## روابط خارجية
- ستيفان ويسلز على موقع الاتحاد الدولي لكرة السلة (الإنجليزية)
- ستيفان ويسلز على موقع الدوري الأوروبي لكرة السلة (الإنجليزية)
- ستيفان ويسلز على موقع كرة السلة الأوروبية.كوم (الإنجليزية)
- ستيفان ويسلز على موقع ريلجم (الإنجليزية)
- ستيفان ويسلز على موقع بروبوليرز (الإنجليزية)
- ستيفان ويسلز على موقع سبورتس رفرنس (الإنجليزية)